# Babušnica
Babušnica (Servisch: Бабушница) is een gemeente in het Servische district Pirot.
Babušnica telt 15.734 inwoners (2002). De oppervlakte bedraagt 529 km², de bevolkingsdichtheid is 29,7 inwoners per km².

## Plaatsen
- Zvonce een plaats met 254 inwoners (2002).

## Foto's

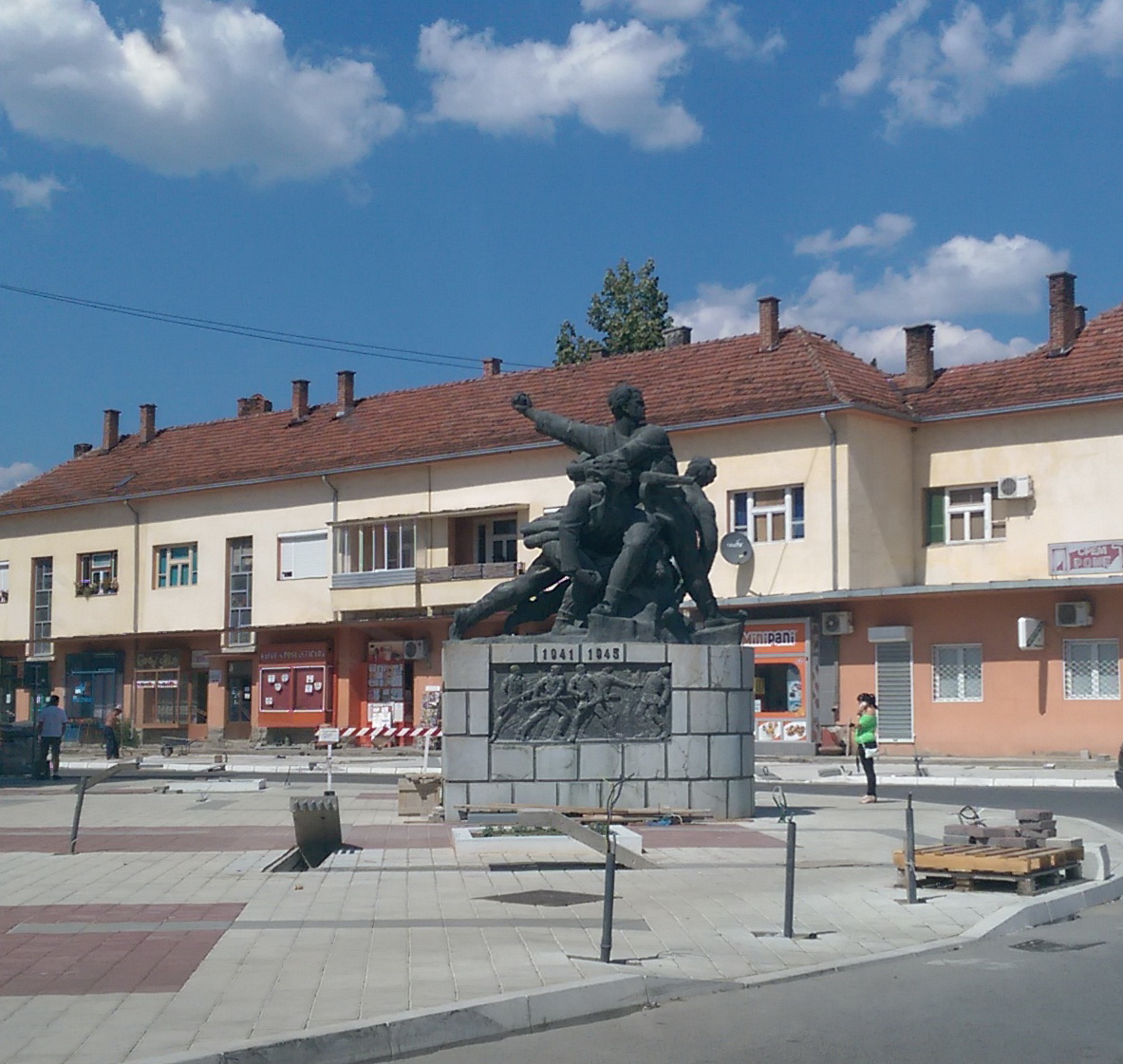
Het centrale plein in Babušnica
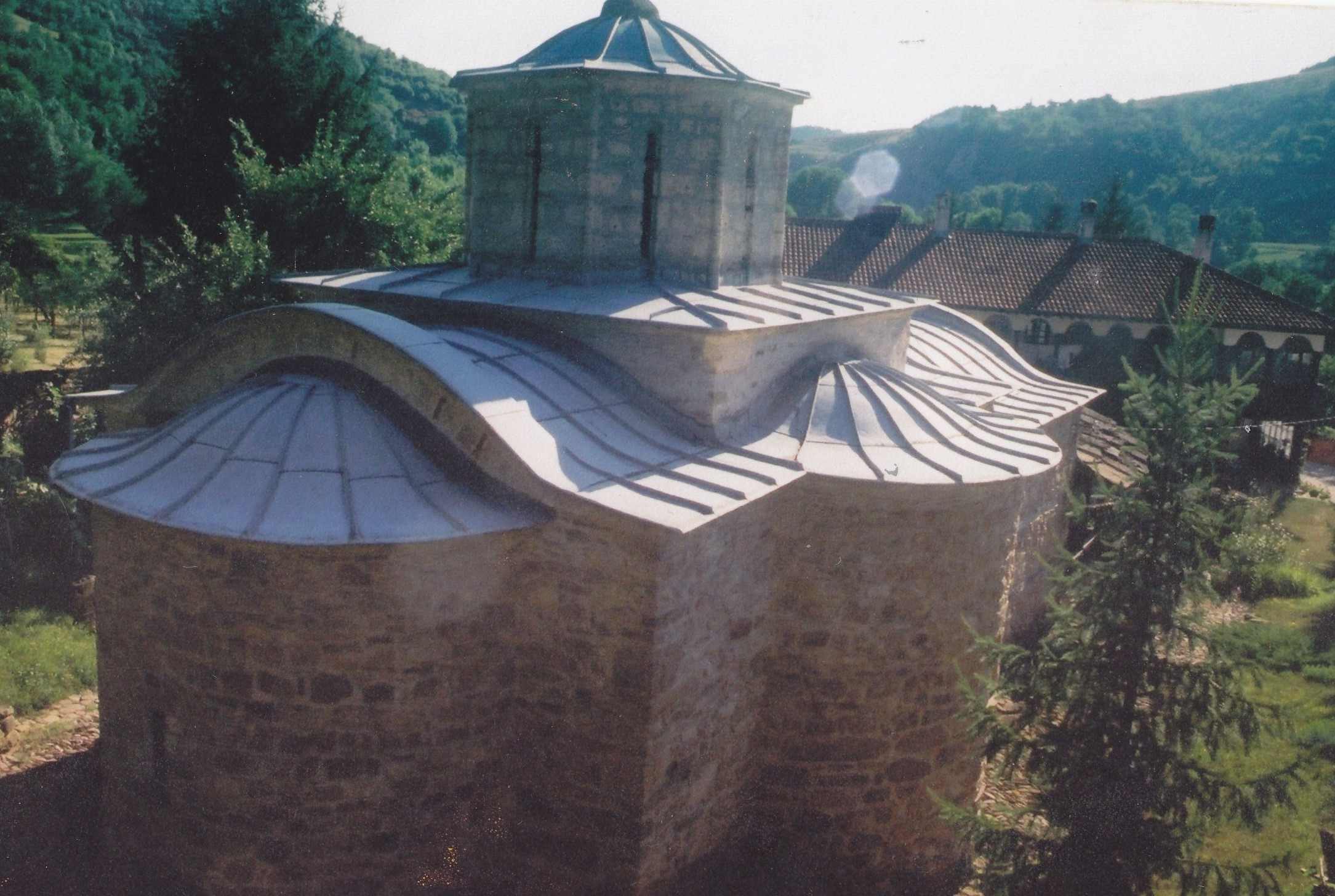
Klooster Gorčince